# Krebs Glacier
Krebs Glacier är en glaciär i Antarktis. Den ligger i Västantarktis. Argentina, Chile och Storbritannien gör anspråk på området. Krebs Glacier ligger 950 meter över havet.
Terrängen runt Krebs Glacier är bergig österut, men västerut är den kuperad. Havet är nära Krebs Glacier åt nordväst. Trakten är obefolkad. Det finns inga samhällen i närheten. 